# Дважды ионизированный кислород

Система некоторых энергетических уровней дважды ионизированного кислорода и переходы между ними, порождающие эмиссионные линии в спектре. Запрещённые переходы показаны зелёным цветом.

Два́жды ионизи́рованный кислоро́д — ион O2+, а также газ, состоящий из таких ионов (обозначение дважды ионизированного кислорода принятое в спектроскопии [O III]).
Запрещённые линии эмиссионные линии [O III] находятся в зелёной части спектра: основная с длиной волны 500,7 нм и менее интенсивная — с длиной волны 495,9 нм.
Яркие линии [O III] наблюдаются в диффузных и планетарных туманностях. С помощью интерференционных светофильтров, пропускающих свет с длинами волн 496 нм и 501 нм, возможно подробное изучение структуры этих туманностей и позволяет контрастно визуализировать эту структуру на чёрном фоне космического пространства, где спектральные линии [O III] являются намного менее интенсивными.
Эти эмиссионные линии были сначала обнаружены в спектрах планетарных туманностей в 1860-х годах. В то время они ошибочно приписывались новому элементу, который называли небулием. В 1927 году Айра Спрэг Боуэн доказал, что они излучаются атомами дважды ионизированного кислорода.
Другие запрещенные переходы имеют длины волн 88,4 мкм и 51,8 мкм и лежат в дальней инфракрасной области.
Разрешенные линии двукратно ионизированного кислорода лежат в среднем ультрафиолетовом диапазоне и поэтому недоступны для наблюдения наземными инструментами из-за поглощения в атмосфере.